# 7 de Oro (automóvil)
El 7 de Oro es el nombre con el que se conoció popularmente a un automóvil de carreras que compitió en la categoría argentina de automovilismo de velocidad, denominada Turismo Carretera. Se trataba de un automóvil Chevrolet Chevy reformado para competición que fue construido por los preparadores Omar Wilke y Jorge Pedersoli y que era utilizado por la Comisión de Concesionarios Oficiales General Motors para su participación como equipo oficial de dicha marca dentro de la mencionada categoría. Su conducción estuvo a cargo del reconocido piloto argentino Roberto Mouras y fue estrenado en el año 1976.
Con este automóvil, Mouras competiría en los campeonatos de 1976, 1977 y 1978, batiéndose en duelo entre otros, con los representantes del equipo oficial Ford Motor Argentina, dominador por aquellos años de la categoría. El mote con el que fuera bautizado este auto fue una conjunción entre el color del patrocinante que pintaba de manera casi íntegra este vehículo (la marca de whisky escocés Old Smuggler) y el número identificatorio que usara Mouras en 1976, correspondiente a su posición final en el torneo de 1975.
Este automóvil entró a la historia del Turismo Carretera, debido a que su piloto Roberto Mouras conseguiría con el mismo consolidar la inquebrantable marca de seis triunfos consecutivos en 1976, la cual hasta el día de la fecha no ha podido ser superada. Esta seguidilla de triunfos alimentó la ilusión de los seguidores de la marca Chevrolet de soñar con el primer campeonato del modelo Chevy, posicionando a Mouras dentro de la galería de grandes valores del TC. Sin embargo, los resultados obtenidos no serían suficientes y terminaría el año cosechando el subcampeonato, por detrás de Héctor Luis Gradassi del equipo oficial Ford. Actualmente, una réplica de este modelo descansa en el Museo Roberto Mouras, ubicado en la localidad de Carlos Casares. Este prototipo es uno de los más venerados de la historia del Turismo Carretera, llegando a realizarse réplicas del mismo por parte de simpatizantes de la marca.

## Historia del 7 de Oro
Corría el año 1976, cuando el equipo oficial de la Comisión de Concesionarios de General Motors decidió prepararse para afrontar un nuevo torneo, en el cual nuevamente contarían con el equipo preparador de sus automóviles liderado por el ingeniero Ricardo Félix Joseph y la dupla de preparadores formada por Jorge Pedersoli y Omar Wilke. Al mismo tiempo se ratificó el apoyo a Carlos Marincovich y Roberto Mouras como pilotos principales del equipo.
Para esta nueva temporada, la dupla Pedersoli-Wilke desarrolló una nueva unidad Chevy para Mouras, mientras que Marincovich continuó con su coche del año anterior. Esa nueva unidad piloteada por Mouras se terminaría convirtiendo en protagonista de un gran hito en la historia del TC, pero tuvo como particularidad el haber iniciado el campeonato completamente pintada en color rojo.
El año arrancó de forma promisoria, logrando Mouras arribar con el Chevy rojo al tercer escalón del podio, en el Autódromo de Buenos Aires, el 14 de marzo de 1976. Sin embargo, debió esperar hasta la tercera fecha para poder lograr su primera victoria del año. La cita fue el 9 de mayo de 1976 en la Vuelta de Bahía Blanca, iniciando de esta forma la faena más importante de su carrera deportiva, al dar inicio a una seguidilla de seis victorias que terminarían por inscribir en la historia del Turismo Carretera una marca de mayor cantidad consecutiva de victorias que hasta la fecha nunca pudo ser superada. Roberto Mouras se metía así también en la historia del TC.
Sin embargo, de aquellos seis triunfos solo tres serían conseguidos por Mouras y su "7 de Oro", ya que las primeras tres fechas fueron corridas con el coche pintado de rojo. El color dorado vendría unas fechas después, gracias a un acuerdo al que consiguiera arribar el ingeniero Ricardo Joseph, encargado del departamento de desarrollo deportivo de General Motors, con la destilería Hiram Walker para patrocinar al vehículo con la famosa marca de whiskies Old Smuggler de forma casi exclusiva, lo que finalmente le terminaría de dar al coche su color dorado característico. De esa manera, conjugando el color del patrocinante con el número identificatorio de Mouras obtenido en 1975, el ingenio popular comenzaría a denominar a esta unidad como "El 7 de Oros", en alusión también a la carta de la baraja española de alto valor en el juego del truco.
Con el Chevy ya convertido en el "7 de Oros", Mouras conseguiría llevarse su cuarto, quinto y sexto triunfo consecutivo, habiendo previamente obtenido los tres primeros con el Chevy pintado de rojo. De esta forma, Mouras terminaría de consolidar su marca personal la cual terminaría entrando en la historia sin haber podido ser quebrada en la actualidad. La historia del 7 de Oros terminaría con la obtención del subcampeonato del año 1976 y con su despedida en el año 1978, siendo presentado un coche mellizo que fuera manejado primero por Esteban Fernandino en 1977 y luego por Jorge Recalde en 1978, obteniendo este último la única victoria de Chevrolet en 1978. Su salida del TC también se dio a consecuencia del cierre de la filial argentina de General Motors, representando la salida de una de las marcas más importantes del mercado automotor argentino.

## Los seis triunfos consecutivos de Mouras en 1976
| # | Fecha                    | Prueba                                | Ganador        | Marca           | Promedio |
| - | ------------------------ | ------------------------------------- | -------------- | --------------- | -------- |
| 1 | 9 de mayo de 1976        | Vuelta de Bahía Blanca                | Roberto Mouras | Chevrolet Chevy | 188,694  |
| 2 | 13 de junio de 1976      | Vuelta de Las Flores - S.M. del Monte | Roberto Mouras | Chevrolet Chevy | 188,776  |
| 3 | 25 de julio de 1976      | Vuelta de Olavarría                   | Roberto Mouras | Chevrolet Chevy | 201.350  |
| 4 | 05 de septiembre de 1976 | Circuito de Laboulaye                 | Roberto Mouras | Chevrolet Chevy | 208,299  |
| 5 | 19 de septiembre de 1976 | Vuelta de San Miguel del Monte        | Roberto Mouras | Chevrolet Chevy | 190,954  |
| 6 | 10 de octubre de 1976    | Vuelta de Olavarría                   | Roberto Mouras | Chevrolet Chevy | 201,399  |

Todos estos triunfos fueron obtenidos en la quinta y la octava fecha de la Temporada 1976 de Turismo Carretera.
 Referencias 
| Fondo  | Significado                               |
| ------ | ----------------------------------------- |
| Rojo   | Carrera obtenida con una coupé Chevy roja |
| Dorado | Carrera obtenida con el "7 de Oro"        |

## 1977 y 1978
En el año 1977 General Motors mantuvo el color de su unidad para afrontar el nuevo torneo, como así también se mantuvo el patrocinio de Old Smuggler. La única variante obligada para este año fue el número que del 7 pasaba al 2, por el subcampeonato obtenido por Mouras. Al mismo tiempo, unas fechas más tarde, el equipo puso en pista una unidad similar, la cual le fue confiada al piloto Esteban Fernandino. Este 1977 no tendría el mismo brillo que el año anterior, pero alcanzaría para que Mouras sume dos victorias más a su palmarés y para culminar el torneo en la tercera ubicación.
En 1978, el equipo volvió a presentar una sola unidad al mando de Roberto Mouras, pero en la segunda fecha volvería a sumar un coche más, esta vez piloteado por el ex-Ford, Jorge Recalde, quien se subiría al Chevy ex-Fernandino, quien decidió ausentarse en este campeonato. Este año, el equipo tuvo malas experiencias debido primeramente a un accidente particular de Mouras que lo sacó del torneo para el resto del año y en segundo lugar, a causa del cierre de la General Motors de Argentina a final de ese año. Sin embargo, las buenas caras llegaban por parte de la novel incorporación del equipo, Jorge Raúl Recalde, quien a bordo de su Chevy identificada con el número 5, conseguiría llevarse una victoria en la quinta fecha del torneo, pero alcanzando a cerrar el torneo en la 17.ª ubicación. Tras este torneo, el automóvil conocido como "El 7 de Oro" cerraría su participación en el Turismo Carretera, alzándose con un total de 8 victorias, 6 de ellas de manera consecutiva, con Roberto Mouras al volante, mientras que su hermano mellizo, piloteado primeramente por Esteban Fernandino en 1977 y luego por Jorge Recalde en 1978, obtendría un triunfo en manos de este último. 

### Victorias en 1977
| # | Fecha                    | Prueba                    | Ganador        | Marca           | Promedio |
| - | ------------------------ | ------------------------- | -------------- | --------------- | -------- |
| 1 | 14 de agosto de 1977     | Vuelta de Olavarría       | Roberto Mouras | Chevrolet Chevy | 201,131  |
| 2 | 18 de septiembre de 1977 | Autódromo de Buenos Aires | Roberto Mouras | Chevrolet Chevy | 168,564  |

Estos triunfos fueron obtenidos en la sexta y la séptima fecha de la Temporada 1977 de Turismo Carretera.

### Victorias en 1978
| # | Fecha              | Prueba             | Ganador       | Marca           | Promedio |
| - | ------------------ | ------------------ | ------------- | --------------- | -------- |
| 1 | 21 de mayo de 1978 | Autódromo de Allen | Jorge Recalde | Chevrolet Chevy | 123,641  |

Este triunfo fue obtenido en la quinta fecha de la Temporada 1978 de Turismo Carretera.

## Título obtenido
| Título     | Categoría         | Piloto         | Temporada      |
| ---------- | ----------------- | -------------- | -------------- |
| Subcampeón | Turismo Carretera | Roberto Mouras | Temporada 1976 |

## Posteridad
Tras haberse disuelto el equipo oficial Chevrolet, como consecuencia del cierre de la producción de General Motors en 1978, el vehículo que fuera conocido con el apodo de "El 7 de Oro", terminaría siendo adquirido por el piloto de la localidad de Necochea Juan Alberto Occhionero, quien lo utilizaría para comenzar su campaña deportiva en el año 1979. Con el ex-7 de Oro, pintado completamente de amarillo con vivos negros y bajo la preparación de Carlos Pico, Occhionero se las arreglaría para presentarle lucha a los ases del momento, llegando a conquistar un triunfo muy importante en el Circuito Semipermanente de General Pico, Provincia de La Pampa, el 21 de octubre de 1979. Este triunfo, le permitiría a Occhionero presentarle lucha a pilotos como Oscar Aventín, Héctor Gradassi, Jorge Recalde y Francisco Espinosa entre otros, cerrando el campeonato con un notable tercer puesto (por detrás del campeón Espinosa y el subcampeón Aventín) demostrando el potencial intacto de su unidad, aún después de la partida del equipo oficial de Chevrolet. Con esta unidad, el "Colorado de Necochea" continuaría desarrollando su carrera a lo largo de la década del '80, hasta que en el año 1989, mientras disputaba una competencia en el circuito semipermanente de Tandil, sufrió un fuerte accidente que terminaría destruyendo este vehículo icónico. Tras este incidente, Occhionero donaría los restos de esta automóvil para su restauración, a la comisión directiva del Museo Roberto Mouras de la localidad de Carlos Casares. De esta forma se cerraría la historia deportiva de este emblemático modelo, cuyas piezas más importantes serían finalmente reutilizadas para el armado de una réplica del coche con el que Roberto Mouras lograra el subcampeonato de 1976 y la inquebrantable marca de 6 victorias consecutivas. Hoy, esta réplica armada con partes del coche original, descansa en el museo del piloto de la localidad de Carlos Casares.